# 040 T Nord 4.1801 à 4.1908

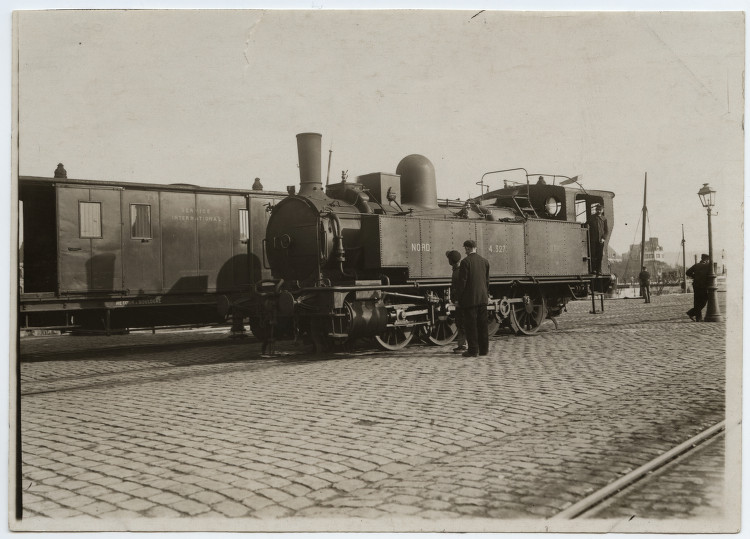
Une machine de cette série à Boulogne

Les 040 T Nord 4.1801 à 4.1908 sont des locomotives tender de la compagnie des chemins de fer du Nord. 

## Histoire
Elles sont issues de la transformation des locomotives de type 040, issues de la série 4.701 à 4.954, construites entre 1866 et 1882 et dites "180 unités".
En 1938, lors de la création de la SNCF, ces machines deviennent 2-040 TA 1 à 104, 4 machines étant déjà réformées.
Les dernières unités de cette série disparaissent en 1962.

## Transformation
La transformation de ces machines a été effectuée par les ateliers de la compagnie des chemins de fer du Nord entre 1907 et 1913. Cette pratique était alors commune à toutes les anciennes compagnies qui obtenaient ainsi des locomotives de manœuvre à un prix peu élevé.

## En Belgique
Certaines 040 du Nord-Belge du même modèle que les 4.701 à 4.954 des Chemins de fer du Nord ont été transformées de la même manière que les 040 T 4.1801 à 4.1908.

## Caractéristiques
Longueur hors tampons : 9,2 m
Poids à vide : 44,8 t
Poids en charge : 59,2 t
Diamètre des roues motrices : 1,30 m
Diamètre et course des cylindres : 500 mm et 650 mm
Timbre : 12 Bars
Surface de grille : 2,13 m2
Surface de chauffe : 125,3 m2
Vitesse maximale : 50 km/h